# Campionati europei di atletica leggera indoor 2017 - 60 metri piani maschili

## Podio
| Pos.    | Atleta          | Nazionalità |
| ------- | --------------- | ----------- |
| Oro     | Richard Kilty   | Regno Unito |
| Argento | Ján Volko       | Slovacchia  |
| Bronzo  | Austin Hamilton | Svezia      |

## Record
| Record                | Record         | Record | Record                         | Record          |
| --------------------- | -------------- | ------ | ------------------------------ | --------------- |
| Record del Mondo      | Maurice Greene | 6.39   | Madrid, Spagna                 | 3 febbraio 1998 |
| Record del Mondo      | Maurice Greene | 6.39   | Atlanta, Stati Uniti d'America | 3 marzo 2001    |
| Record europeo        | Dwain Chambers | 6.42   | Torino, Italia                 | 7 marzo 2009    |
| Record dei campionati | Dwain Chambers | 6.42   | Torino, Italia                 | 7 marzo 2009    |

## Programma
| Data         | Ora   | Turno      |
| ------------ | ----- | ---------- |
| 4 marzo 2017 | 10:20 | Batterie   |
| 4 marzo 2017 | 18:35 | Semifinali |
| 4 marzo 2017 | 20:27 | Finale     |

## Risultati

### Batterie
I primi tre di ogni batteria e i migliori quattro tempi non qualificati direttamente si qualificano per le semifinali.
| Posizione | Batteria | Atleta                | Nazione     | Tempo | Note                                     |
| --------- | -------- | --------------------- | ----------- | ----- | ---------------------------------------- |
| 1         | 2        | Richard Kilty         | Regno Unito | 6.61  | Q                                        |
| 2         | 3        | Theo Etienne          | Regno Unito | 6.62  | Q                                        |
| 3         | 3        | Austin Hamilton       | Svezia      | 6.65  | Q                                        |
| 4         | 4        | Andrew Robertson      | Regno Unito | 6.66  | Q                                        |
| 5         | 2        | Ján Volko             | Slovacchia  | 6.68  | Q                                        |
| 5         | 2        | Aleixo-Platini Menga  | Germania    | 6.68  | Q                                        |
| 7         | 4        | Michael Tumi          | Italia      | 6.69  | Q                                        |
| 8         | 2        | Sulayman Bah          | Svezia      | 6.71  | q                                        |
| 9         | 4        | Odain Rose            | Svezia      | 6.72  | Q                                        |
| 10        | 3        | Marvin René           | Francia     | 6.73  | Q                                        |
| 10        | 2        | Eetu Rantala          | Finlandia   | 6.73  | q                                        |
| 12        | 3        | Ancuiam Lopes         | Portogallo  | 6.74  | q                                        |
| 13        | 1        | Pascal Mancini        | Svizzera    | 6.76  | Q                                        |
| 13        | 4        | Petre Rezmives        | Romania     | 6.76  | q                                        |
| 15        | 1        | Jan Veleba            | Rep. Ceca   | 6.77  | Q                                        |
| 15        | 4        | János Sipos           | Ungheria    | 6.77  |                                          |
| 17        | 3        | Ángel David Rodríguez | Spagna      | 6.79  |                                          |
| 17        | 3        | Zvonimir Ivašković    | Croazia     | 6.79  |                                          |
| 19        | 1        | Volodymyr Suprun      | Ucraina     | 6.80  | Q                                        |
| 20        | 1        | Kristoffer Hari       | Danimarca   | 6.81  |                                          |
| 21        | 1        | Denis Dimitrov        | Bulgaria    | 6.82  |                                          |
| 22        | 1        | Markus Fuchs          | Austria     | 6.84  |                                          |
| 23        | 2        | Luke Bezzina          | Malta       | 7.02  | Miglior prestazione personale stagionale |
| 24        | 2        | Sashko Golubikj       | Macedonia   | 7.07  |                                          |
| 25        | 4        | Francesco Molinari    | San Marino  | 7.11  |                                          |
| 26        | 4        | Jerrai Torres         | Gibilterra  | 7.23  |                                          |

### Semifinali
I primi quattro di ogni batteria si qualificano per la finale.
| Posizione | Batteria | Atleta               | Nazione     | Tempo | Note |
| --------- | -------- | -------------------- | ----------- | ----- | ---- |
| 1         | 1        | Richard Kilty        | Regno Unito | 6.58  | Q    |
| 2         | 2        | Theo Etienne         | Regno Unito | 6.59  | Q    |
| 3         | 2        | Ján Volko            | Slovacchia  | 6.62  | Q    |
| 4         | 2        | Andrew Robertson     | Regno Unito | 6.63  | Q    |
| 5         | 1        | Pascal Mancini       | Svizzera    | 6.66  | Q    |
| 5         | 2        | Odain Rose           | Svezia      | 6.66  | Q    |
| 7         | 1        | Austin Hamilton      | Svezia      | 6.67  | Q    |
| 8         | 2        | Marvin René          | Francia     | 6.70  |      |
| 9         | 2        | Ancuiam Lopes        | Portogallo  | 6.71  | PB   |
| 10        | 1        | Sulayman Bah         | Svezia      | 6.72  | Q    |
| 10        | 2        | Michael Tumi         | Italia      | 6.72  |      |
| 12        | 1        | Aleixo-Platini Menga | Germania    | 6.73  |      |
| 13        | 1        | Eetu Rantala         | Finlandia   | 6.75  |      |
| 13        | 1        | Volodymyr Suprun     | Ucraina     | 6.75  |      |
| 15        | 2        | Petre Rezmives       | Romania     | 6.79  |      |
| 16        | 1        | Jan Veleba           | Rep. Ceca   | 6.80  |      |

### Finale
La finale è iniziata alle 20:57 di sabato 4 marzo
.
| Posizione | Corsia | Atleta           | Nazione     | Tempo | Note                                     |
| --------- | ------ | ---------------- | ----------- | ----- | ---------------------------------------- |
| 1         | 5      | Richard Kilty    | Regno Unito | 6.54  | Miglior prestazione europea stagionale   |
| 2         | 6      | Ján Volko        | Slovacchia  | 6.58  | Record nazionale                         |
| 3         | 7      | Austin Hamilton  | Svezia      | 6.63  | Miglior prestazione personale            |
| 4         | 1      | Odain Rose       | Svezia      | 6.63  | Miglior prestazione personale stagionale |
| 5         | 3      | Theo Etienne     | Regno Unito | 6.67  |                                          |
| 6         | 4      | Pascal Mancini   | Svizzera    | 6.70  |                                          |
| 7         | 2      | Sulayman Bah     | Svezia      | 6.96  |                                          |
| 8         | 8      | Andrew Robertson | Regno Unito | DQ    |                                          |